# 미래를 위한 금요일
미래로 가는 금요일(Fridays for Future,FFF)은 기후변화 대응 행동을 촉구하는 각국 청소년들의 시위인 미래를 위한 글로벌 기후 파업(Global Climate Strike for Future/School Strike for Climate)의 일환으로 기후행동에 나선 세계 청소년들의 연대모임이다.

## 역사
2018년 8월 스웨덴 고등학생인 그레타 툰베리(16)가 매주 금요일 스톡홀름의 의회 앞에서 '기후를 위한 등교거부'가 적힌 손팻말을 들고 1인 시위를 벌이면서 시작된 세계 청소년들의 기후 행동은 2019년 3월 15일 호주, 독일, 스페인 등 92개국 1200여 단체가 각국에서 동시다발적으로 집회와 시위를 벌였다. 
툰베리는 2018년 12월 폴란드 카토비체에서 열린 제24차 유엔기후변화협약 당사국총회 연설에서 "당신들은 자녀를 사랑한다고 하지만 그들 눈앞에서 미래를 훔치고 있다"라고 말했다.
한국에서는 미래를 위한 금요일(FFF)과 청소년기후행동(Youth for Climate Action)이 연대하고 있으며, 한국의 청소년기후행동은 3,5,9월 기후를 위한 결석시위를 진행했다. 